# ハッソ・ヘルシェル
ハッソ・ヘルシェル (Hasso Herschel, 1935年3月- ) は東西ドイツ国境地帯の元亡命支援者で、東ドイツから亡命するおよそ1000人の人々の手助けをした。

## 生い立ち
1953年ドレスデンで暮らしていたヘルシェルは、6月17日の東ベルリン暴動に参加し逮捕された。数週間後に釈放されたが、高校からは退学させられた。その後、国営鉄道で操車係として働きながら夜間高校に通い大学入学資格試験に合格した。
東ドイツ当局の許可後、彼はベルリン自由大学で心理学の勉強を始めた。生活費を良くするために、彼は国営鉄道で稼いだお金を使い東ベルリンで商品を買い入れた。これらの商品は西ベルリンで東西ドイツマルク間で流通している現金相場よりも高い値段で売る事が出来た。この件で彼は逮捕され、1955年に経済犯の罪で6年の禁固刑を受け、主にシュヴァルツェ・プンペの労働収容所で過ごした。釈放後、彼は再び国営鉄道に行き、ドレスデンにある交通大学で1959年から勉強を出来るように手助けしてもらった。1961年10月、彼は西側から持ち込まれ、彼の為に準備されたスイス国籍のパスポートで西ベルリンへ亡命した。

## 亡命支援
ヘルシェルは西ベルリンで学生寮に移り、そこで学生による亡命支援との繋がりを見つけた。彼は東ドイツにとどまった妹と、その家族を西側へ連れて来たかった。そのため彼は1962年春にイタリア人のドメニコ・セスタとルイジ・スピナと一緒に120メートルの長さのトンネル29に積極的に取り組んだ。このトンネルは西ベルリンのベルナウアー通りにある爆撃で破壊された家の地下室から、東ベルリンのシューンホルツァー通りに通じていた。ヘルシェルの任務はトンネルを掘る事の他に、亡命の意志のある人々の調整であった。およそ30人の協力者が掘ったこのトンネルを通り、1962年9月14日に彼の妹と他28名の人々が亡命した。彼はベルリンで、ハリー・ザイデルを中心とする亡命グループやギルマングループの計画ような、他のトンネル計画でも手伝った。
ヘルシェルはおよそ10年間、人々を西側へ亡命させる活動を行った。その際、彼はトンネル以外に改造された乗用車も使用した。彼は1964年にブルクハルト・ファイゲルのキャデラックの改造費用に出資した。ダッシュボードの中に人が入れるコンテナが取り付けられたこの車を使い、彼らはおよそ80人を“社会主義の外国”である東ドイツを超えて通した。この車は後にヴォルフガング・フクスに売られ、フクスは別の50件の亡命の為にこの車を使った。他の通過方法としてはプラハ空港のトランジットエリアでのパスポート交換があり、外交官の協力が必要だった。後にヘルシェルはディスコやレストラン等の飲食店のオーナーとしてベルリンで働いた。その他に、彼の妹のAnita Moellerが小道具管理の担当をしていたテレビシリーズ ”Hinter Gittern – Der Frauenknast”の213、214回(2002)と307回(2004)にエキストラとして出演した。
今日彼はウッカーマルク地方で暮らしている。
亡命支援者たちは大抵が理想主義者であった。彼らは部分的に亡命支援にだけ専念し、その際最初に全ての費用も受け持ち、しばしば借金も負った。壁が完璧な状態になった結果として借金と費用がますます大きくなった時に、彼らは1962年から亡命者から、若しくは西側にいる亡命者の親族からお金を取った。 
ヘルシェルはこの時には、アメリカの放送局NBCにトンネル29に関する映画の権利を売却したことによって、金銭的にまだ苦しい状況ではなかった。そして壁が永続的な状態になった時に、彼にとっても亡命支援はもはやボランティアだけでは活動できない物になった。この亡命支援は公的な資金は受けなかったが、この活動は西ドイツで容認されていた。このため最初の学生の理想主義から離れ、徐々にあくどい方法で稼ぎ、詐欺師的な性質に変わっていく傾向が1965年頃から始まった。 この部分は亡命支援において比較的小さい事であったが、理想主義者の行う亡命支援よりも世間ではよく知られていた。ハッソ・ヘルシェルのように雑費と生活費のカバーの為だけにしかお金を取らなかった人も、時おりさらに今日でもなお根拠なく私欲的に手引きをする連中に数え入れられている。

## 受容
ハッソ・ヘルシェルの生い立ちは、2001年に放送されたテレビ映画 『トンネル』の元になった。小さい子供の頃に母親と一緒にトンネル29を通り西ベルリンに来たヘルシェルの姪Astrid Nora Moellerは、2011年に公開された伯父の活動に関するドキュメンタリー映画 “Der Fluchthelfer – Wege in die Freiheit”を制作した。

## 表彰
2012年 ドイツ連邦共和国功労勲章 功労十字小綬章